# 冲床

有固定式安全防護裝置的衝床

衝床（Stamping press，或稱衝壓機，模鍛壓力機），是利用壓力使金屬形變，使其衝壓成各種需要結構的機器。衝床的功能包括衝剪、金属材料成形、深拉、鍛造金属，一般會配合模具使用，是生产金屬机械零件的重要设备。

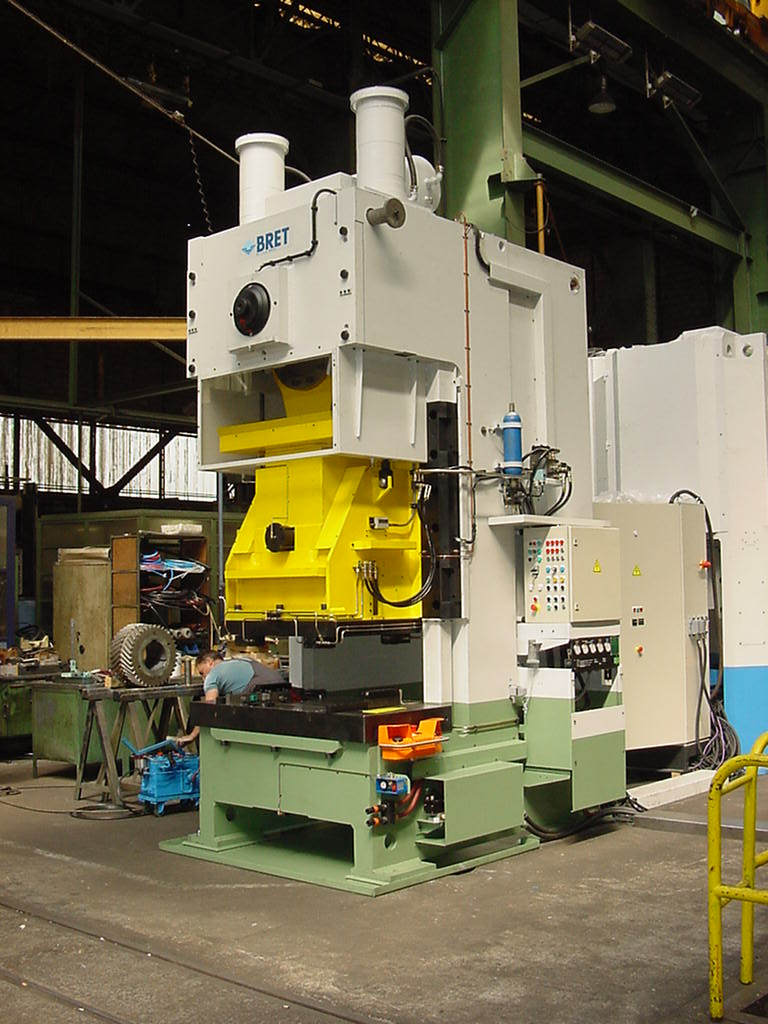
衝床

因為簡體字中「沖」和「衝」一律簡化為「冲」，所以在繁體的文字使用上有時會被誤用為「沖床」，實為「衝床」。

## 分類

### 依動力來源分類
衝床可以依滑塊的動力來源區分為機械式衝床、液壓衝床。
最常見的機械式衝床是用馬達帶動的曲軸（或連桿、偏心齒輪或肘節接頭）來使滑塊移動，而液壓衝床是用液壓缸來帶動滑塊。冲床的驅動系統特性決定了在衝程各部份的速度及施力。液壓衝床的優點是在衝擊過程中都是固定壓力。而機械式衝床依系統的不同，越往下死點，其施力越大。若考慮相同的時間，機械式衝床可衝擊的次數較多，也較常用在工業應用中。
傳統機械式衝床多半是使用感應馬達。早期的機械式衝床會用VS馬達驅動，用調整耦合機電流來調整轉矩，後來也會用變頻器驅動感應馬達。使用感應馬達的冲床中會有飛輪為儲能元件，不論是否加工，飛輪都會持續運轉，要加工時再用離合器使飛輪帶動滑塊運轉。
後來也有用伺服馬達為動力來源的伺服衝床，伺服衝床不需飛輪儲能，要加工時驅動器才會運轉，而且可以依加工特性決定滑塊在不同位置的速度曲線，可以進行較困難的加工。

### 依傳動機構分類
機械式衝床的動力來源是馬達，中間需要有傳動機構將旋轉運動轉換為滑塊的往復直線運動，衝床特性也會依傳動機構而不同。
最常見的機械式衝床是以曲軸（帶有偏心輪的軸）來傳動，而這種傳動方式也適合許多不同種類的加工。
連桿式衝床是以連桿為傳動機構，連桿式衝床的特點是滑塊可以快速下降、慢速加工，快速上昇，節省時間及成本，而且在下死點附近的出力很大。
肘節式衝床，是以肘節接頭為傳動機構，在滑塊移到最下方（稱為下死點）時有短暫停留的特性，適用於冷鍛加工。也有結合連桿及肘節的肘桿式衝床

### 單動衝床及雙動衝床
衝床的另一種分類是單動衝床及雙動衝床（也有三動衝床，但非常少見）。單動衝床只有一個滑塊，而雙動衝床有二個滑塊，一個滑塊可以固定工件，防止出現皺紋，再由一個滑塊進行衝壓加工，適用於剛性材料的深拉作業。

## 零件
衝床的重要零件有模墊（bolster plate）及滑塊（ram）。
模墊（bolster plate）是一大塊的金屬，模具的下模固定在其上方，在衝床加工時，模墊是靜止不動的。大型的衝床（像汽車業中使用的衝床）會在模墊中加上模具緩衝墊，若是用單一衝程進行深拉，就會需要模具緩衝墊。
滑塊也是一大塊的金屬，和模具的上模連接，在衝床加工時會上下移動，當模具的上下模密合時，其中的工件就會產生形變。
衝床一般會以電路（例如用可程式控制器）或是機械的方式連結到自動送料機 (press feeder （页面存档备份，存于）)，可以控制原料的進給。若原料是整卷的鋼片，會先放卷通過开卷机 （页面存档备份，存于）(decoiler machine （页面存档备份，存于）)，再通過校直机（straightener）後再進入模具。也有些衝床(punch press （页面存档备份，存于）)會加裝吨位显示器，可以顯示每次衝擊時的力量。

## 安全性
衝床有其危險性，若衝床工作，滑塊下滑時，作業員的手或其他部位仍在衝模內，就可能造成人員的傷亡。因此需要有其他安全性的措施。
本質安全設計的作法是讓衝床的啟動有距離夠遠的二個按鈕，需作業員雙手都按才能啟動，避免在衝床啟動時作業員的手因在衝模內而受傷。
另外一種作法是加裝安全光柵，若作業員在衝模工作的範圍內，就強制衝床停止。

## 外部連結
- See a stamping press in action（页面存档备份，存于）